# Fernandocrambus fuscus
Fernandocrambus fuscus là một loài bướm đêm trong họ Crambidae.